# Ain Sud
 (mai 2024).
Maillots
Ain Sud, ou Ain Sud Foot (nom officiel jusqu'à 2020), est un club de football issu de la fusion en 1999 de plusieurs clubs de la Côtière de l'Ain en France. La saison 2023-2024 était la 7e saison consécutive de l'équipe première en Nationale 3, à l'issue de cette saison l'équipe première est reléguée en Régionale 1. 
Le club évolue à domicile au stade du Forum à Saint-Maurice-de-Beynost. 

## Repères historiques

### Des débuts jusqu'au niveau national
Le club est fondé le 30 avril 1999 par fusion de l'Olympique Saint-Maurice, de l'US Miribel, du FC Neyron et du FC Beynost. En 2003, le club est reconnu d'intérêt communautaire et est donc associé à la communauté de communes de Miribel et du Plateau ; l'acronyme CCMP apparaît alors dans le logo du club. Maurice Bourgeon, président du FC Beynost devient le premier président d'Ain Sud Foot tandis que François Calard (1961-2019), président de l'Olympique Saint-Maurice, devient vice-président. Auparavant Maurice Bourgeon était président du FC Beynost, club qui a atteint un 7e tour de Coupe de France lors de l'édition 1991-1992 (opposé à Cluses-Scionzier, alors club de CFA). Du 20 décembre 2019 au  14 mai 2024, le président d'Ain Sud était Bertrand Paris.
Dans les années 2010, Ain Sud Foot est le premier club du département de l'Ain en nombre de licenciés. Après avoir évolué en Division d'Honneur Régional en Rhône-Alpes, le club évolue à partir de la saison 2012-2013 en Division d'Honneur à la suite de son titre de champion du groupe B d'Honneur Régional,.
Fin 2012, Ain Sud Foot obtient le titre honorifique de champion d'automne de DH et entrevoit ainsi la possibilité d'accéder à la CFA2, à la fin de la saison 2012-2013. En mai 2013, Ain Sud Foot obtient quatre points supplémentaires sur « tapis vert ». En effet, son match perdu contre l'AS Lyon-Duchère B (le 21 avril 2013, 23e journée) était frappé d'irrégularités. À l'issue de la saison 2012-2013, Ain Sud Foot termine second avec 84 points à un seul point du premier, le FC Bourgoin-Jallieu. Ain Sud Foot rate donc de peu l'accession à la CFA2. À l'intersaison, est annoncé le départ de Jean-Christophe Devaux, présent au club depuis 2009 et entraîneur de 2010 à 2013 : en effet, il devient l'entraîneur de l'AS Lyon-Duchère.
C'est Grégory Balfin, jusqu'alors entraîneur-adjoint, qui le remplace à la fonction d'entraîneur, à partir de la saison 2013-2014. À l'issue de la saison 2016-2017, Hervé Yvars parvient à hisser le club en National 3 (5e niveau national) et poursuit son travail à ce niveau durant cinq saisons.

### National 3 (2017-2024)
À l'issue de la saison 2016-2017, le club assure sa montée (2e DH Rhône-Alpes) en National 3 dans laquelle il évolue lors de la saison 2017-2018. Hervé Yvars est maintenu entraîneur pour la saison 2017-2018. Lors de la montée le club compte 652 licenciés dont 75 % de moins de 18 ans. 
Ain Sud Foot termine sa première saison en National 3 à la 5e place. Lors de sa seconde saison à ce niveau (2018-2019), le club joue la montée quasiment jusqu'à la fin de la saison et termine 3e. Lors de sa troisième saison en N3, Ain Sud Foot se sauve in extremis lors du dernier match de la saison 2019-2020 en battant Le Puy 2-1. Le club termine 8e de son groupe, après une saison tronquée pour cause de pandémie de Covid-19. Lors de la saison 2020-2021 la compétition est à nouveau arrêtée prématurément en raison de la pandémie de Covid-19 ; aucune montée ni descente n'a été décidée. Lors de l'arrêt de la saison, Ain Sud était 2e de sa poule à égalité de points avec le premier. 
Le club Ain Sud Foot se renomme simplement Ain Sud en juillet 2020. Le club en profite pour changer de logotype, qui fait à présent apparaître un dragon, sans mention de la CCMP. Hervé Yvars annonce en mai 2022 quitter le club à l'issue de la saison 2021-2022. Quelques jours après est annoncée l'arrivée de Jérémy Berthod comme entraîneur de la N3 à partir de la saison 2022-2023. Celui-ci quitte son poste d'entraîneur d'Ain Sud à l'issue de la saison 2022-2023. Le 8 juin 2023, le club annonce l'arrivée de Samir Retbi comme entraîneur de l'équipe première. À l'issue de la saison 2023-2024, le club termine 13e de sa poule et est donc relégué en Régional 1.
Le 16 mai 2024, le journal Le Progrès (édition de l'Ain) révèle l'existence d'une « crise sportive et financière à Ain Sud », indiquant que les « écarts financiers ont eu raison de l’équipe dirigeante menée par Bertrand Paris, président démissionnaire depuis le 14 avril », notamment le « non-versement, depuis janvier, de leurs [les éducateurs] indemnités pour trois jours d’entraînement par semaine et pour les déplacements aux quatre coins de la Ligue le week-end ». Gilles Pierou (éducateur U15) devient le président par intérim.
| Saison en N3 | Classement final | Entraîneur                                       |
| ------------ | ---------------- | ------------------------------------------------ |
| 2017-2018    | 5e               | Hervé Yvars                                      |
| 2018-2019    | 3e               | Hervé Yvars                                      |
| 2019-2020    | 8e               | Hervé Yvars                                      |
| 2020-2021    | 2e               | Hervé Yvars                                      |
| 2021-2022    | 4e               | Hervé Yvars                                      |
| 2022-2023    | 8e               | Jérémy Berthod                                   |
| 2023-2024    | 13e (relégable)  | Samir Retbi (assisté par Jean-Christophe Devaux) |

### Stade du Forum

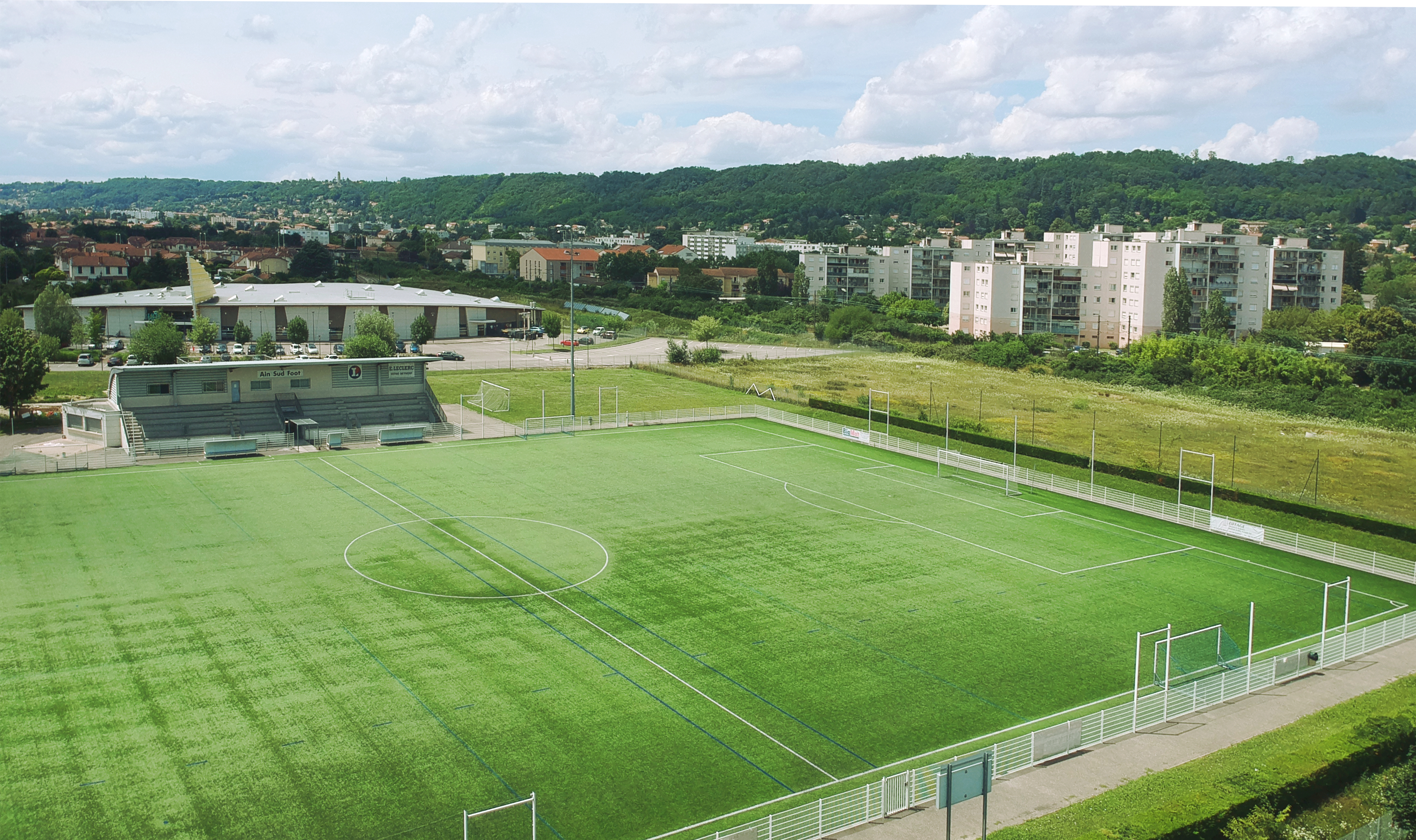
Vue aérienne du terrain d'honneur.

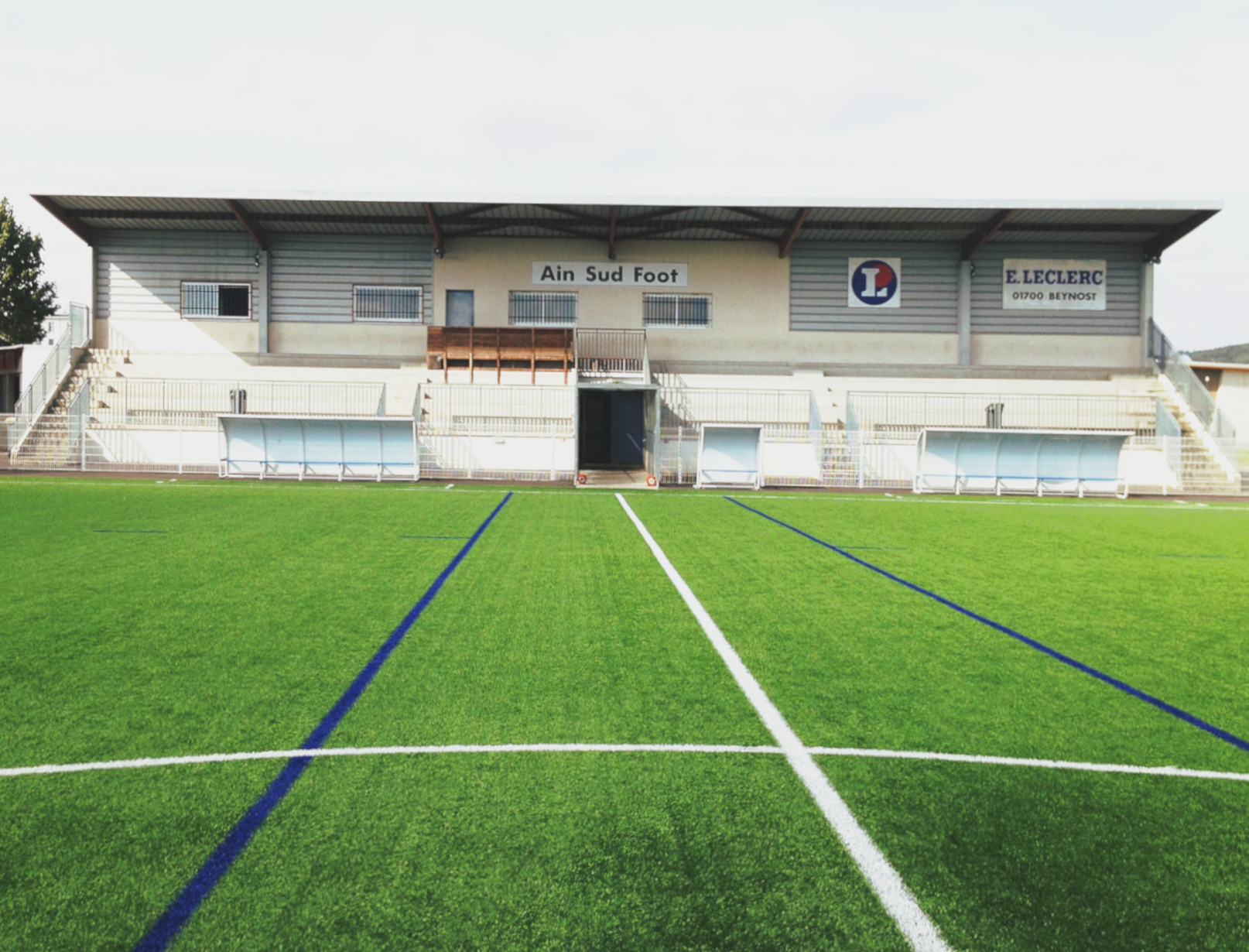
La tribune du stade.

Le club joue ses matchs à domicile au stade du Forum à Saint-Maurice-de-Beynost. Il se trouve en effet au Forum des sports, lieu sportif de la ville où se trouvent également l'espace nautique LILÔ, un club de tennis, un club de boxe française, un pétanquodrome et un boulodrome.
Le stade du Forum dispose d'un terrain d'honneur et d'un terrain annexe, les deux en synthétique. Le revêtement synthétique du second terrain est renouvelé à l'été 2021.
Lors de la saison 2012-2013, la fréquentation du stade du Forum pour les rencontres à domicile de l'équipe 1 est de 400 à 500 spectateurs. L'équipe 2 masculine attire de son côté, environ 100 spectateurs.
En juillet 2019, au moment du vingtième anniversaire du club, un nouveau bâtiment situé derrière la tribune, faisant office de vestiaire du terrain d'honneur, est inauguré.

#### Accueil de compétitions au stade du Forum
Du 3 au 5 juin 2014, le stade du Forum accueille le premier tournoi militaire européen de football féminin réunissant les équipes militaires féminines de France, de Belgique, des Pays-Bas et d'Allemagne,,. La France remporte 10 à 0 sa demi-finale contre la Belgique (dont la mise en jeu a été effectuée par Camille Abily et Élodie Thomis). La seconde demi-finale a vu la victoire des Pays-Bas sur l'Allemagne (0 à 0 à la fin du temps réglementaire, 7 tirs au but à 6). Le 5 juin, la France remporte la finale en battant les Pays-Bas sur le score de 5 buts à zéro. Précédemment l'Allemagne a remporté le match face à la Belgique pour la 3e place sur le score de 2 à 0.
Les finales des Coupes de la Ligue Auvergne-Rhône-Alpes de football féminine et masculine 2019 (LAuRAFoot) se déroulent en juin 2019 au stade du Forum.

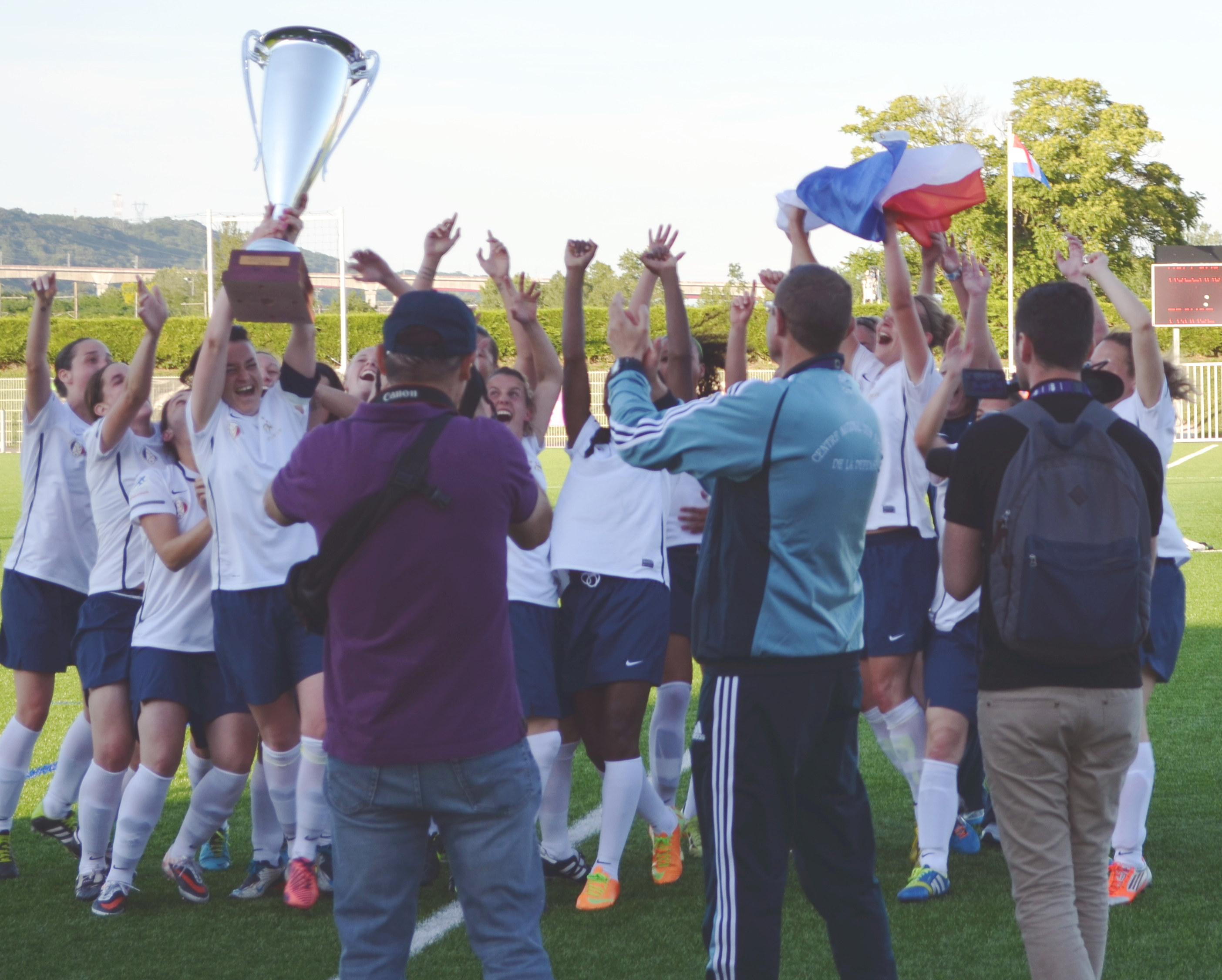
L'équipe de France après la réception de la coupe du tournoi, le 5 juin 2014.
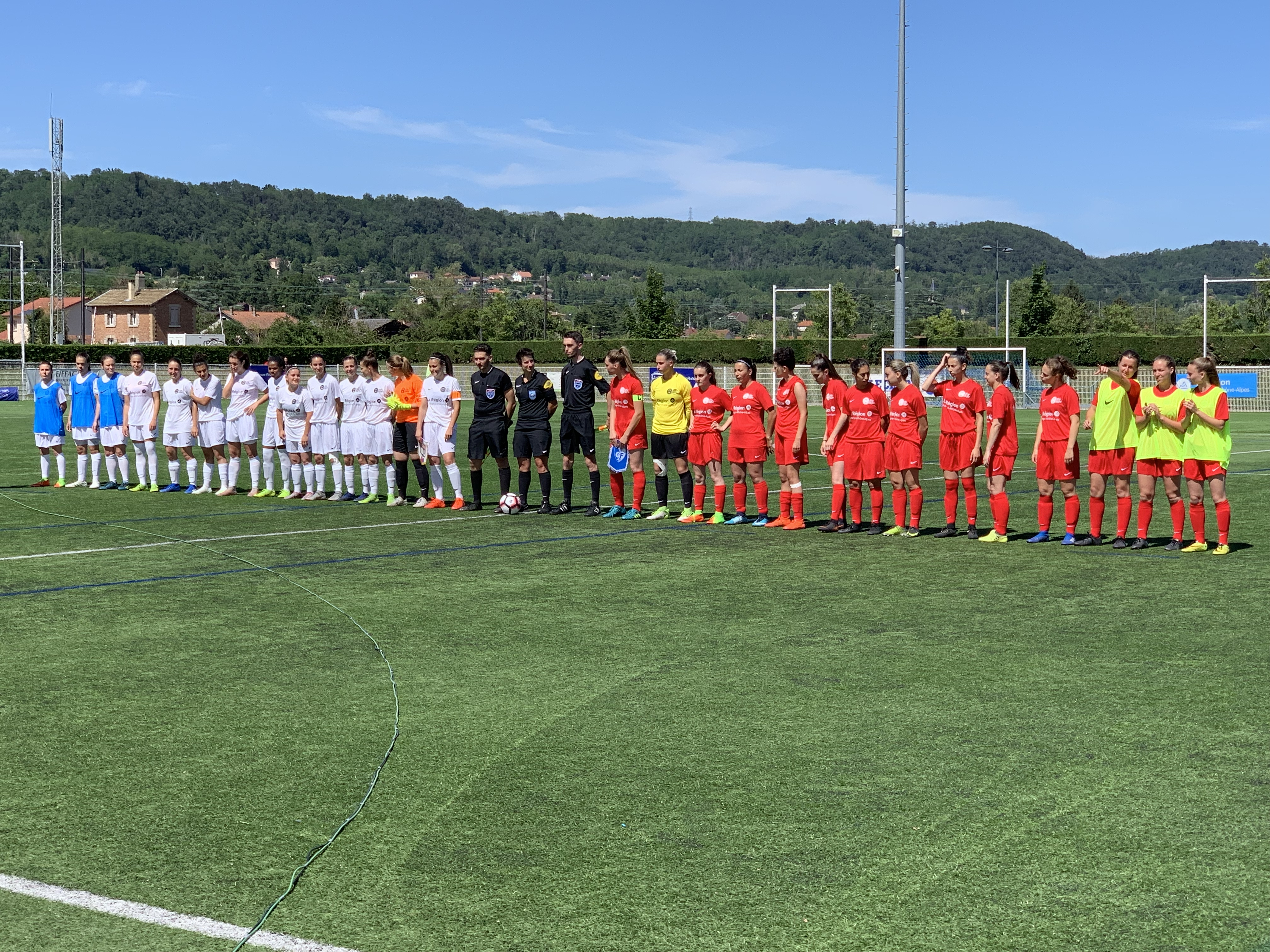
Finale féminine de la Coupe LAuRAFoot 2019 : OL (2) en blanc contre Grenoble FC 38 (2) en rouge.

### Section féminine
En septembre 2021, la section féminine est officiellement lancée sous le nom « Entente féminine Côtière ». Elle consiste en un partenariat entre trois clubs de la Côtière : Ain Sud, le Football Club Côtière Luenaz et le Football Club Mas Rillier. La section compte à ses débuts deux équipes : une équipe U13 et une équipe U15.

## Identité du club
Les joueurs de l'équipe sont nommés les Ainsudistes. Depuis le changement de nom, de logotype et d'identité visuelle en 2020, les joueurs d'Ain Sud sont surnommés "Les Dragons" et la devise du club est « Un club, une histoire, un territoire ».

### Anciens logos

Logo jusqu'aux années 2010.
Logo jusqu'en 2019dans lequel les couleurs des quatre clubs fondateurs apparaissent.
Logo de 2019 à juillet 2020.
Logo depuis juillet 2020.

### Parcours en coupes

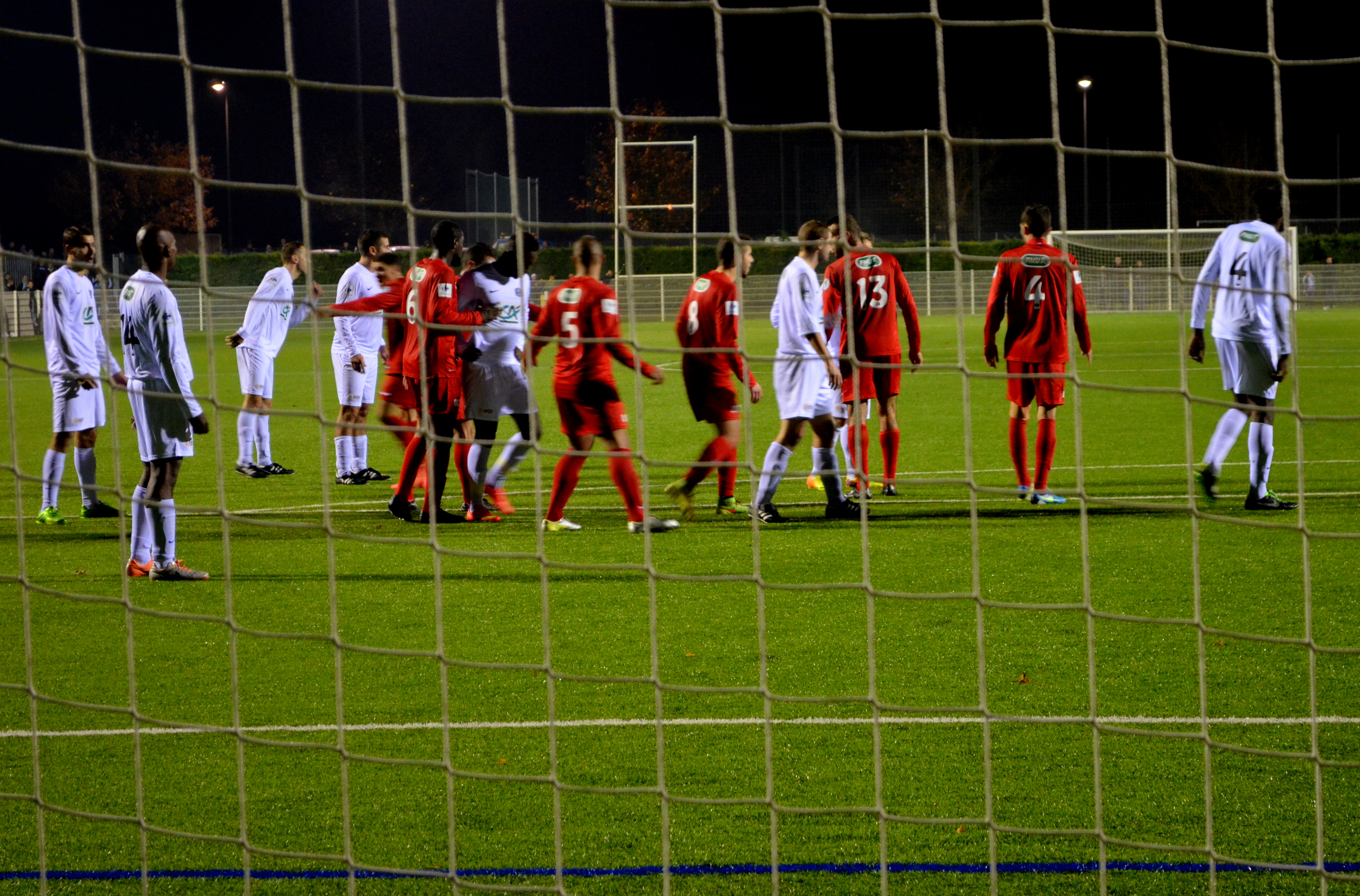
7e tour de la Coupe de France 2014-2015, à domicile, contre La Duchère (défaite par 3 à 4).

Ain Sud Foot parvient plusieurs fois au 7e tour de la Coupe de France (celui de l'entrée en lice des clubs de Ligue 2) : en 2006-2007 (défaite 5 à 1 face au FC Gueugnon alors en L2), en 2009-2010 (défaite 4 à 0 face à l'AS Cannes alors en National) et en 2010-2011 (défaite 1 à 0 face à l'US Semmoz Vieugy alors en PHR). En outre, Ain Sud Foot a atteint la finale de la Coupe Rhône-Alpes en 2009.
Lors de l'édition 2010-2011, Ain Sud Foot élimine pour la première fois une équipe de niveau supérieur, en l’occurrence le FC Bourg-Péronnas, alors en CFA, au 6e tour de la compétition. Lors de l'édition 2012-2013, Ain Sud Foot (alors en Division d'Honneur) élimine le FC Échirolles (CFA2) au 4e tour de la compétition ; au 5e tour, le club élimine un autre club de CFA2 (2 buts à 1), le FC Andrézieux-Bouthéon, pour ainsi accéder au 6e tour. Ain Sud Foot est finalement éliminé par le FC La Vallière (3 à 3, 5 à 4 aux tirs au but) au tour suivant. En 2013-2014, Ain Sud Foot atteint le 6e tour et affronte le FC Villefranche (CFA), club contre lequel il s'incline 3 à 1 à domicile.
Lors de l'édition 2014-2015, au 5e tour, Ain Sud Foot élimine à nouveau FC Bourg-Péronnas (pensionnaire de National) aux tirs au but (3 - 3 à la fin des prolongations). Au tour suivant, le club élimine celui de Marboz (3 à 0), ce qui lui permet d'accéder une nouvelle fois au 7e tour de la compétition face cette fois-ci à La Duchère. Lors de ce tour, Ain Sud Foot est éliminé, perdant 3 à 4 et ayant pourtant mené au score par 2 à 0 en première mi-temps.
En 2021-2022, le parcours en coupe s'arrête à nouveau au 7e tour après une défaite aux tirs au but à l'extérieur face au FC Bourgoin-Jallieu (0-0, 4 tirs au but à 3). L'édition était vue avant le 7e tour comme l'opportunité d'atteindre pour la première fois le 8e tour voire les 32e de finale compte tenu du tirage accessible alors déjà connu.
| Édition   | Tour    | Adversaire               |
| --------- | ------- | ------------------------ |
| 2006-2007 | 7e tour | FC Gueugnon (L2)         |
| 2009-2010 | 7e tour | AS Cannes (National)     |
| 2010-2011 | 7e tour | Semmoz US (PHR)          |
| 2014-2015 | 7e tour | Lyon Duchère AS (CFA)    |
| 2021-2022 | 7e tour | FC Bourgoin-Jallieu (N3) |
| 2022-2023 | 6e tour | Vénissieux FC (R1)       |
| 2023-2024 | 6e tour | Neuville (R1)            |

### Rivalité régionale
Pendant les saisons que les clubs d'Ain Sud Foot et de Côtière-Meximieux-Villieu (CMV) partagent dans les mêmes divisions, leurs rencontres sont parfois présentées comme le « derby de la Côtière »,. En mars 2011, le CMV remporte 3 à 0 une de ces confrontations l'opposant à Ain Sud Foot. Des passerelles existent toutefois entre les deux clubs : ainsi Jo Messina, nommé entraîneur du CMV en 2012, a été par le passé joueur de l'Olympique Saint-Maurice.

## Personnalités du club
Par le passé, les anciens pros Gilles De Rocco et Jean-Christophe Devaux ont entraîné l'équipe première masculine du club.
Jean-Paul Ancian qui a été préparateur physique dans plusieurs clubs professionnels a eu des responsabilités dans l'organigramme du club.
Le 10 mai 2022, est annoncé le départ en fin de saison de l'entraîneur Hervé Yvars conjointement à celui du directeur sportif, son frère Pascal Yvars. Le 27 mai est annoncé que Jérémy Berthod sera le prochain entraîneur de la N3 pour la saison 2022-2023. Jérémy Berthod quitte son poste d'entraîneur à l'issue de la saison, tout comme l’entraîneur des gardiens Guillaume Camors, et le préparateur physique Alexandre Besson.
Début novembre 2023, le club annonce l'arrivée de Jean-Christophe Devaux, en renfort de l'entraîneur Samir Retbi, alors que le club est dernier de son groupe de National 3.

### Joueurs emblématiques
Plusieurs joueurs professionnels ont joué à un moment donné, parfois pour une courte durée, pour l'équipe première masculine d'Ain Sud. On peut en particulier citer Nicolas Belvito, Hervé Della Maggiore, Jean-Christophe Devaux, Abdelkader Ghezzal et Omar Wade.
L'international canadien Zachary Brault-Guillard a joué en équipe de jeunes à Ain Sud Foot, tout comme Rayanne Fabre (U7 à U15) qui signe son premier contrat professionnel auprès du FC Sochaux en mai 2022.
Chez les filles, Alice Marques (née en 2005), joueuse pro de l'Olympique lyonnais, a joué à Ain Sud de 2016 à 2018.

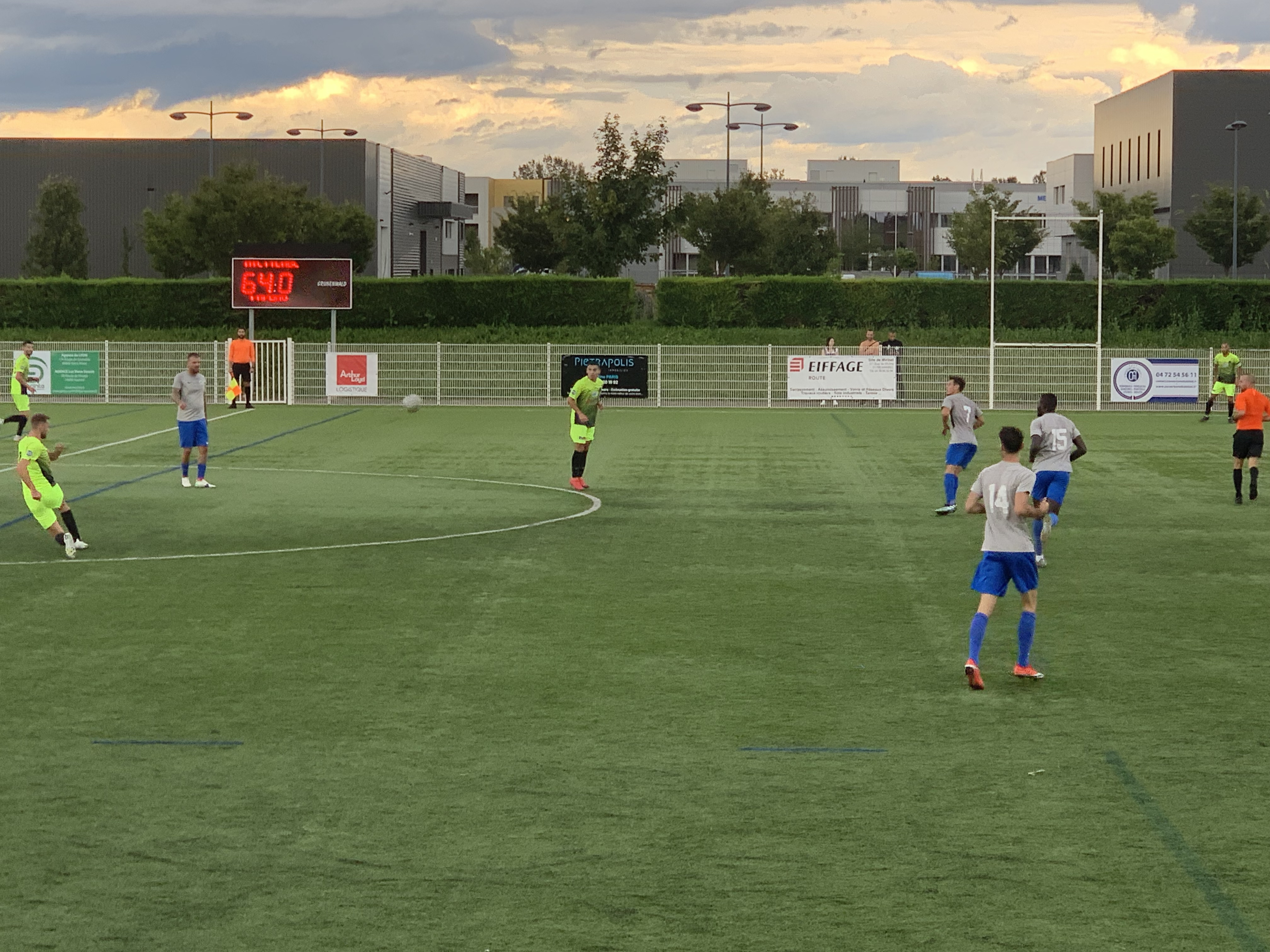
Match amical contre le Football Club d'Échirolles le 7 août 2021.
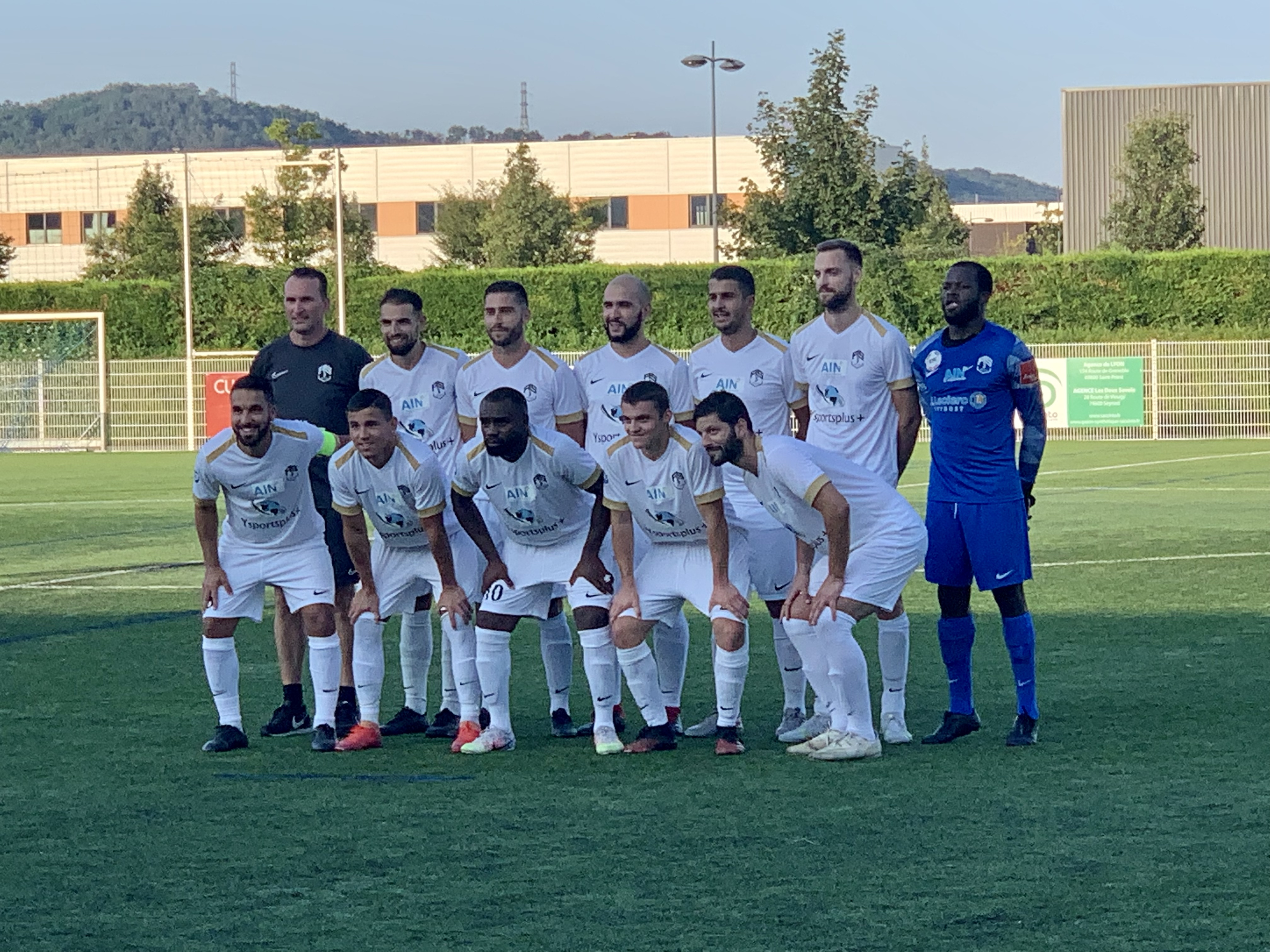
Ain Sud avec son entraîneur avant le match amical contre le Sporting Nord Isère le 11 août 2021.
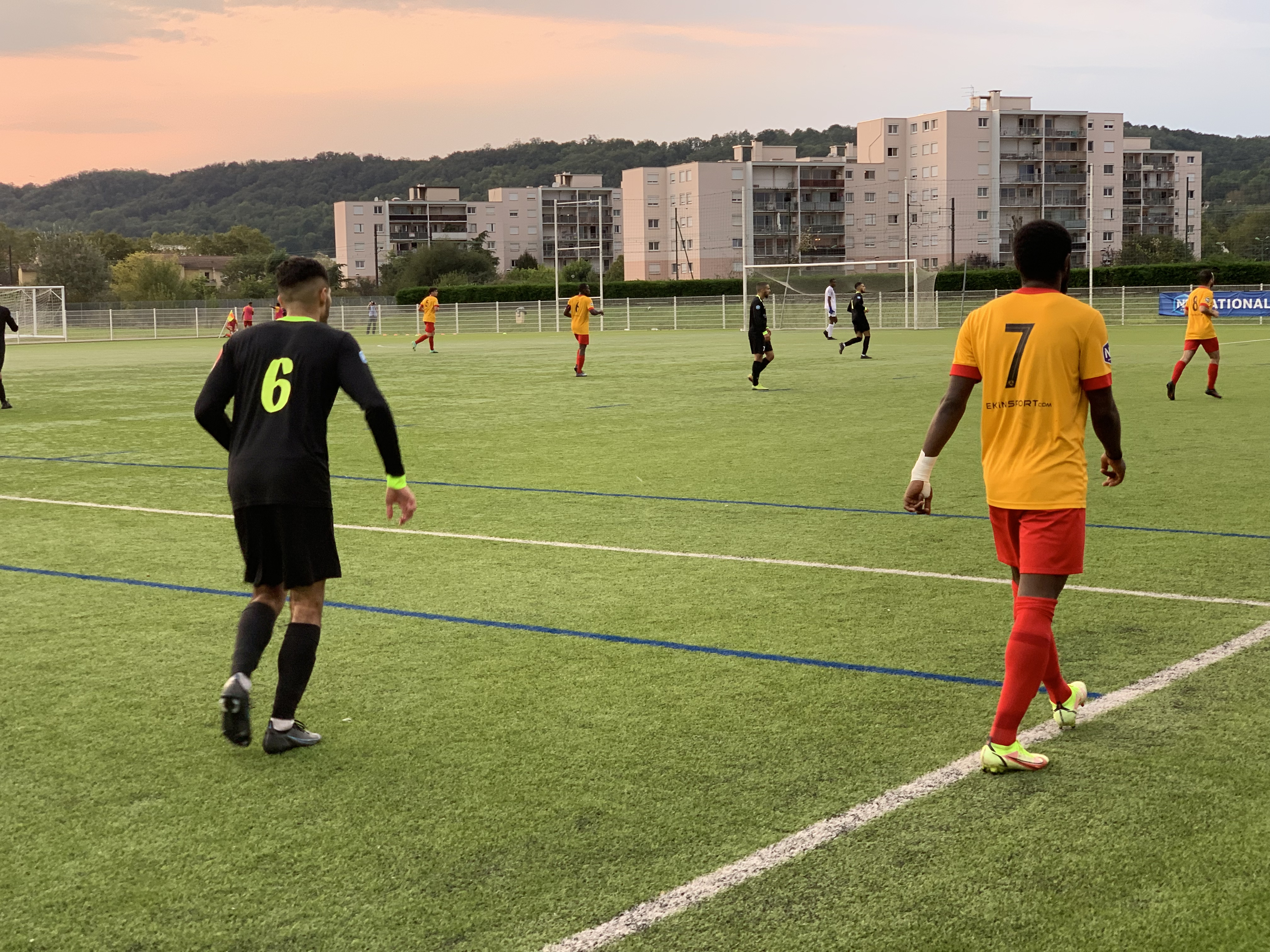
Match entre Ain Sud et Lyon - La Duchère, 4e journée de championnat, septembre 2021.

### Présidents successifs
| Nom              | Période     | Image            |
| ---------------- | ----------- | ---------------- |
| Maurice Bourgeon | 1999-2019   | Maurice Bourgeon |
| Bertrand Paris   | 2019-2024   | Bertrand Paris   |
| Gilles Pierou    | Avril 2024- |                  |

### Entraîneurs successifs
| Nom                    | Période   | Image                  |
| ---------------------- | --------- | ---------------------- |
| Alain Irvazian         | 1999-2000 |                        |
| Gilles De Rocco        | 2000-2003 |                        |
| Bruno Pelissier        | 2003-2006 |                        |
| Michel Loudot          | 2006-2010 |                        |
| Jean-Christophe Devaux | 2010-2013 | Jean-Christophe Devaux |
| Grégory Balfin         | 2013-2015 | Grégory Balfin         |
| Hervé Yvars            | 2015-2022 | Hervé Yvars            |
| Jérémy Berthod         | 2022-2023 | Jérémy Berthod         |
| Samir Retbi            | 2023-2024 | Samir Retbi            |

## Autres activités

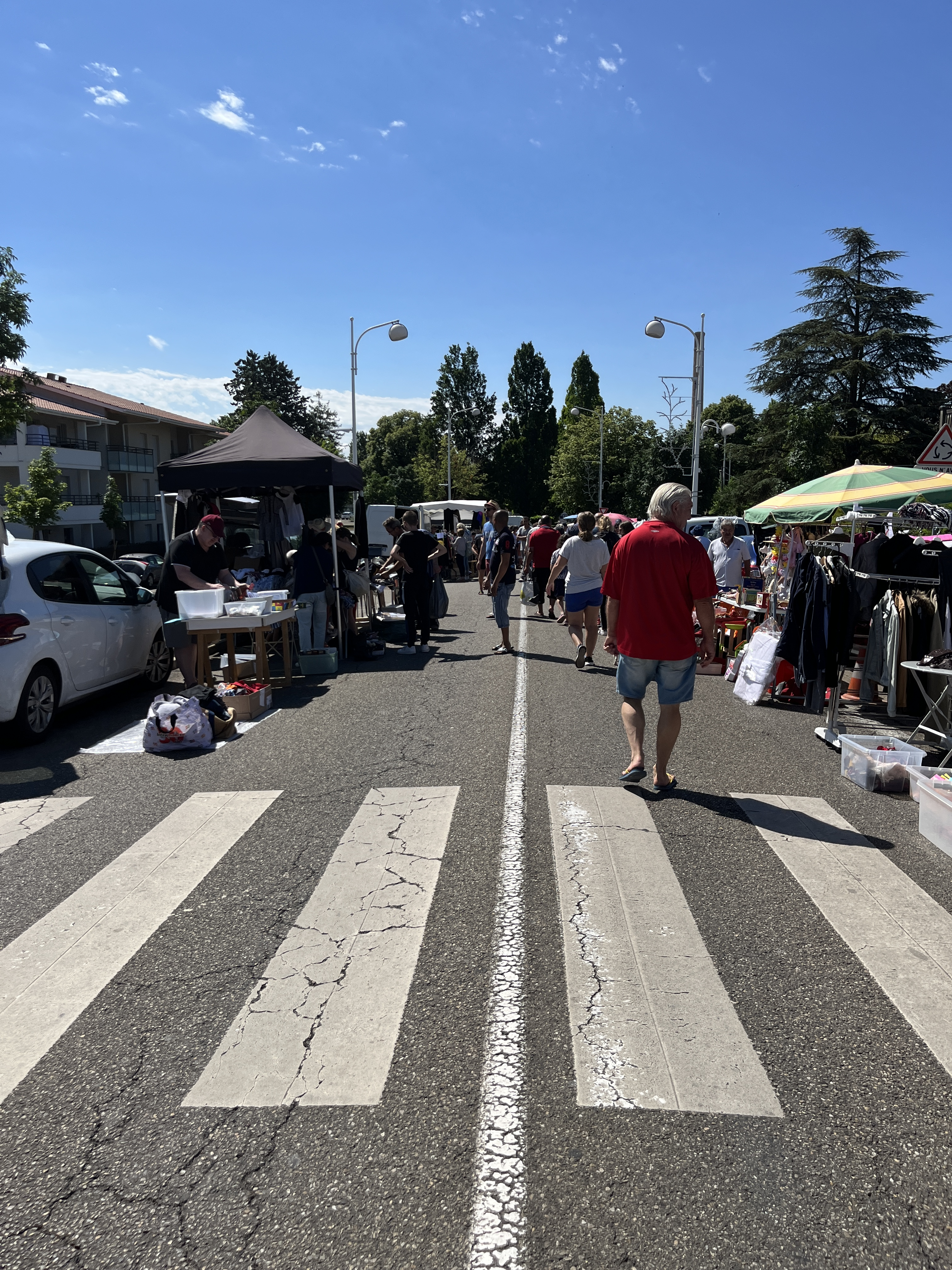
La brocante en 2022 sur le pont Cusin.

### Organisation d'évènements
La brocante annuelle de Saint-Maurice-de-Beynost, organisée depuis les années 80 par la FNACA, voit sa 35e édition en 2022, organisée par le club d'Ain Sud.
Le 2 juillet 2022, le club co-organise avec le club Pétanque Miribel Côtière, le Challenge François Calard - Roger Spadiny, en hommage à deux anciens présidents de l'Olympique Saint-Maurice, par ailleurs impliqués dans la fondation d'Ain Sud.

### Ain Sud formation
Depuis 2021, Ain Sud est également centre de formation au BPJEPS, activité coordonnée par Thibaud Clément, par ailleurs entraîneur-adjoint de la N3 jusqu'à la saison 2021-2022.
La 2e rentrée prévue en septembre 2022 voit cette activité de formation prolongée et augmentée.